# Otemna
Otemna – wieś w Słowenii, w gminie miejskiej Celje. W 2018 roku liczyła 119 mieszkańców. 